# Quốc kỳ Moldova

Quốc kỳ Moldova

Quốc kỳ Moldova (tiếng Romania: Drapelul Republicii Moldova) với ba vạch đứng lam - vàng - đỏ đều nhau.
Cờ nhà nước Moldova có huy hiệu của Moldova (một con đại bàng đang giữ một chiếc lá chắn buộc với một auroch) trên thanh trung tâm. Phía đối diện được nhân đôi. Tỷ lệ cờ là 1: 2. Theo quy định bổ sung, cờ quốc gia của Moldova được sử dụng làm lá cờ và cờ quốc gia, đó là lá cờ dân dụng, quốc gia và chiến tranh và cờ.
Trilor xanh, đỏ và vàng của Moldova gần như giống với lá cờ của Rumani, phản ánh mối quan hệ giữa hai quốc gia và văn hoá. Trên lá cờ của Moldova, sọc vàng bị buộc tội với vũ khí quốc gia. Giống như bộ cánh tay của Rumani, cánh tay Moldova, được thông qua vào năm 1990, có một con đại bàng vàng tối đang cầm một chùm thánh giá Chính thống giáo tại mỏ của nó. Thay vì một thanh gươm, chim ưng đang nắm giữ một nhánh ô liu, tượng trưng cho sự bình an. Tấm lá chắn màu xanh lá cây và màu đỏ trên ngực của con đại bàng được đánh dấu bằng các biểu tượng truyền thống của Moldova: đầu của một con sư tử, bên cạnh là một bông hồng ở bên tay trái và một lưỡi liềm nhún nhường, và có một ngôi sao giữa sừng, tất cả vàng. Hai lá cờ quốc gia này cũng rất giống với các lá cờ của Tchad và Andorra, tất cả đều dựa trên các đường kẻ thẳng đứng của màu xanh, vàng và đỏ.Hai cái cánh của con chim có thể không phải cánh của chim bình thường, mà là biểu tượng của sự độc lập từ Liên Xô.